# Jan Battermann

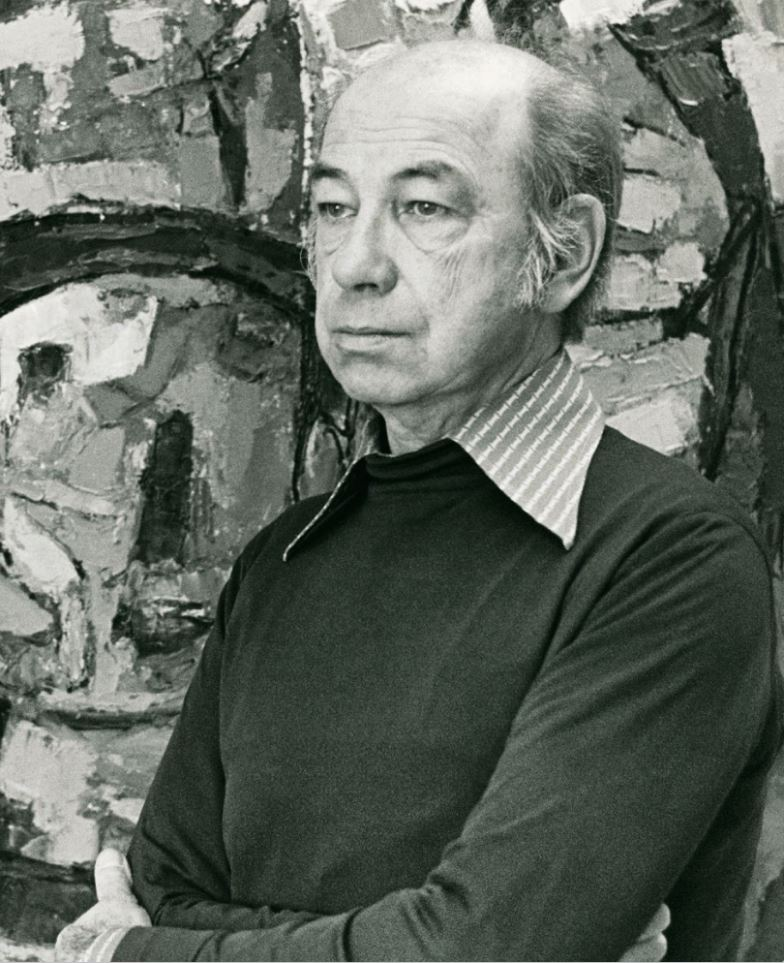
Jan Battermann

Johannes (Jan) Battermann (Amsterdam, 8 januari 1909 – Amsterdam, 19 januari 1999) was een Nederlands graficus, kunstschilder, illustrator, aquarellist en tekenaar.
Battermann woonde en werkte in Amsterdam. Hij is begonnen als huisschilder en ging in 1938, gestimuleerd door zijn vrouw Willy van der Graft, verschillende opleidingen volgen aan de Kunstnijverheidsschool Quellinus (1939-1940), de Rijksnormaalschool (1940-1941) en de Rijksakademie van beeldende kunsten (1941-1943 en 1946-1950).
Op de Rijksakademie in Amsterdam was Karel Appel één van zijn studiegenoten. Toen Appel na de oorlog betrokken raakte bij het initiatief tot het stichten van de groep rond Cobra vroeg hij Batterman ook mee te doen. Battermann weigerde omdat hij de voorwaarde die Appel stelde om niet meer figuratief te mogen werken niet kon accepteren. In een interview zei hij hier later over: 'Ik wilde mijn eigen vrijheid, mijn eigen weg volgen'.
Batterman kreeg les van onder anderen Willem van den Berg, Jaap Luttge en Gerard Westermann. Het liefst was hij kunstschilder, maar nadat Cor de Wolff (1889-1963) hem inspireerde om tijdens een ziekbed ook grafische kunst te beoefenen ontwikkelde hij zich als veel gevraagd graficus en maker van een flink aantal ex libris.
Bij leven is zijn werk regelmatig op tentoonstellingen te zien. In 1960 stuurt hij werk in voor de derde editie van de Talensprijs en wordt zijn werk geëxposeerd op de tentoonstelling 'Nederland schildert' in het Waaggebouw. In 1965 maakt zijn grafische werk deel uit van een tentoonstelling op Curacao . In 1987 verkoopt hij vijf schilderijen aan de gemeente Oostzaan, waarvan drie monumentale werken in de raadszaal hangen . 
Met de kunstenaarsverenigingen, zoals De Brug, Sint Lucas en De Stuwing, waarin hij vaak ook bestuurlijk actief is, exposeert hij met grote regelmaat, waaronder diverse malen in het Stedelijk Museum en in Museum Fodor. 
Hij kreeg de volgende prijzen toegekend: Prijsvraag voor Gouache (1952), Kunstprijs voor de Sport van het Het Cultuurfonds (1959), Euro Exlibris Ereprijs en de Ereprijs Polen.
- Biografisch Portaal: 13764655
- Gemeinsame Normdatei: 1028382634
- International Standard Name Identifier: 0000 0003 8813 8591
- Library of Congress Control Number: no2013026873
- Nationale Bibliotheek van Tsjechië: xx0307145
- Nederlandse Thesaurus van Auteursnamen: 068921640
- RKD-Nederlands Instituut voor Kunstgeschiedenis: 5042
- Virtual International Authority File: 281280996
- WorldCat: E39PBJmP3m3KQjB4BF8pBJQcyd